# Цвіклівці Другі
Цві́клівці Другі — село в Україні, у Слобідсько-Кульчієвецькій сільській територіальній громаді Кам'янець-Подільського району Хмельницької області.

## Назва
Назву поселення мовознавці виводять від флороксеми «цвікла», а науковці пов'язують з найменуванням предків «Цвікло» – Цвіклівці. Друга частка сучасної назви села є диференційованим числівником доповненим в 1987 році після його роз’єднання.

## Географія
Подільське село Цвіклівці Другі розкинулося на лівому березі річки Смотрич. На відстані 1,4 кілометра від центру села проходить автошлях територіального значення Т 2325.

### Клімат
Цвіклівці Другі знаходяться в межах вологого континентального клімату із теплим літом у так званому «теплому Поділлі», тут весна настає на 2 тижні раніше. Але діяльність людини призводить до поганих змін та глобального потепління.

## Історія
Перша писемна згадка про село датується XV століттям, а саме 1441 році.
Внаслідок поразки визвольних змагань на початку XX століття, село надовго окуповане російсько-більшовицькими загарбниками.
Радянська окупація принесла колективізацію та розкуркулення, мешканці села зазнали репресій.
В 1932–1933 селяни села пережили голодомор.
Після завершення Другої світової війни у 1946—1947 роках село вчергове пережило голод.
В 1981 році почалось заповнення басейну Дністра водою, яке тривало шість років, внаслідок цього частина села Цвіклівці Другі затоплено в долині річки Смотрич. А саме село надалі розділене на дві частини.
4 березня 1987 року виконавчий комітет обласної ради народних депутатів ухвалив у Кам'янець-Подільському районі частину села Цвіклівці, розташовану на лівому березі річки Смотрич, іменувати як село Цвіклівці Другі та підпорядкував його Устянській сільській раді, а частину села на правому березі річки — як село Цвіклівці Перші та залишив його в підпорядкуванні Рудської сільської ради.
З 1991 року в складі незалежної України.
З 14 серпня 2017 року шляхом об'єднання сільських рад, село увійшло до складу Слобідсько-Кульчієвецької сільської громади.

## Населення
Населення становить 12 осіб.

### Мова
У селі поширені західноподільська говірка та південноподільська говірка, що відносяться до подільського говору, який належить до південно-західного наріччя.
100 % населення вказало своєю рідною мовою українську мову.

## Природоохоронні території

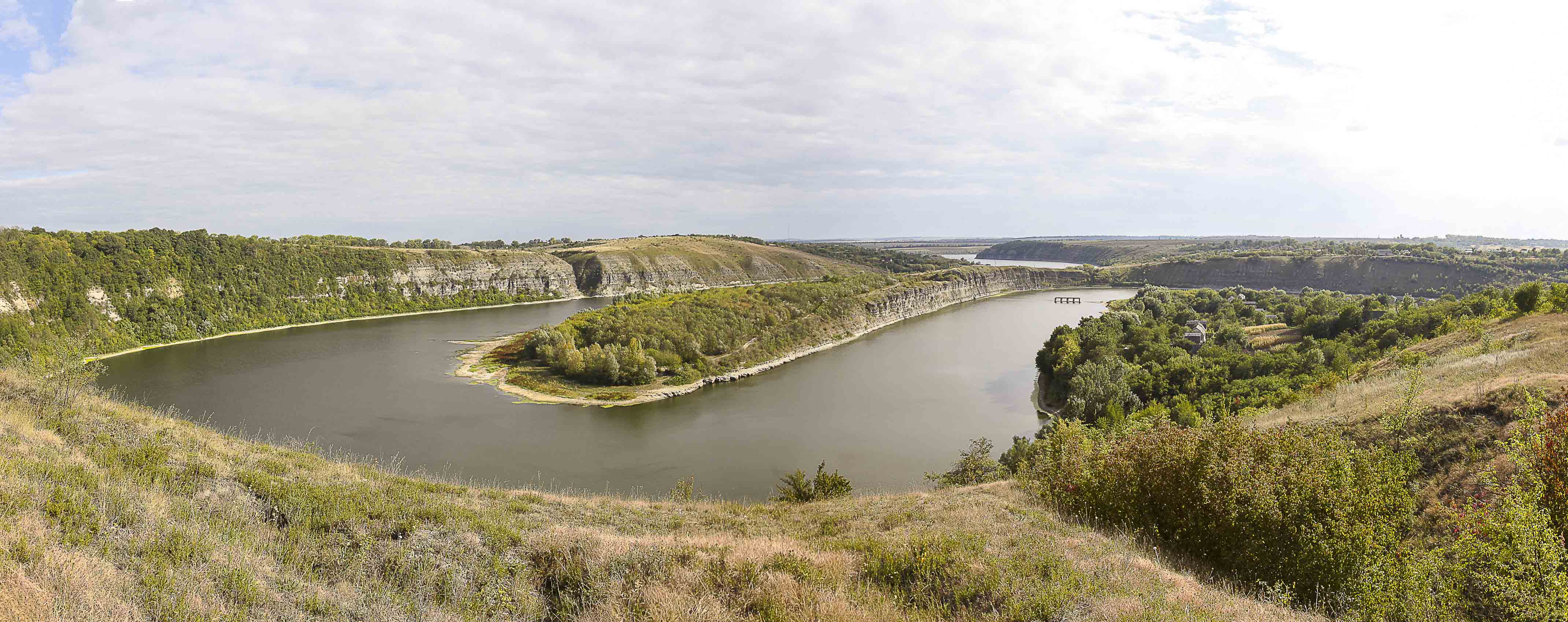
Оглядовий майданчик Гирло

Село лежить у межах національного природного парку «Подільські Товтри». Біля села знаходиться Устянський заказник та оглядовий майданчик Гирло.

## Галерея

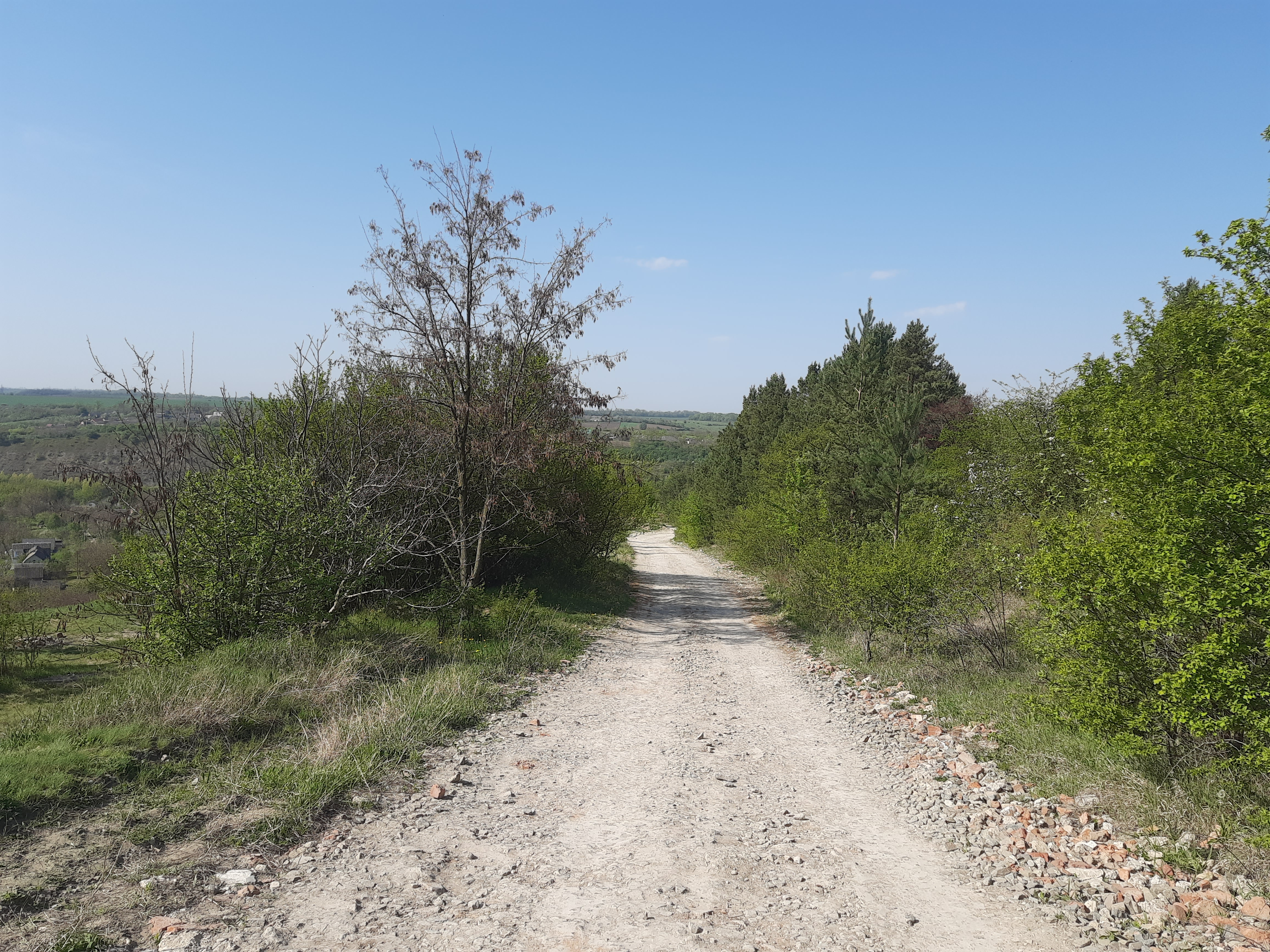
Дорога в село
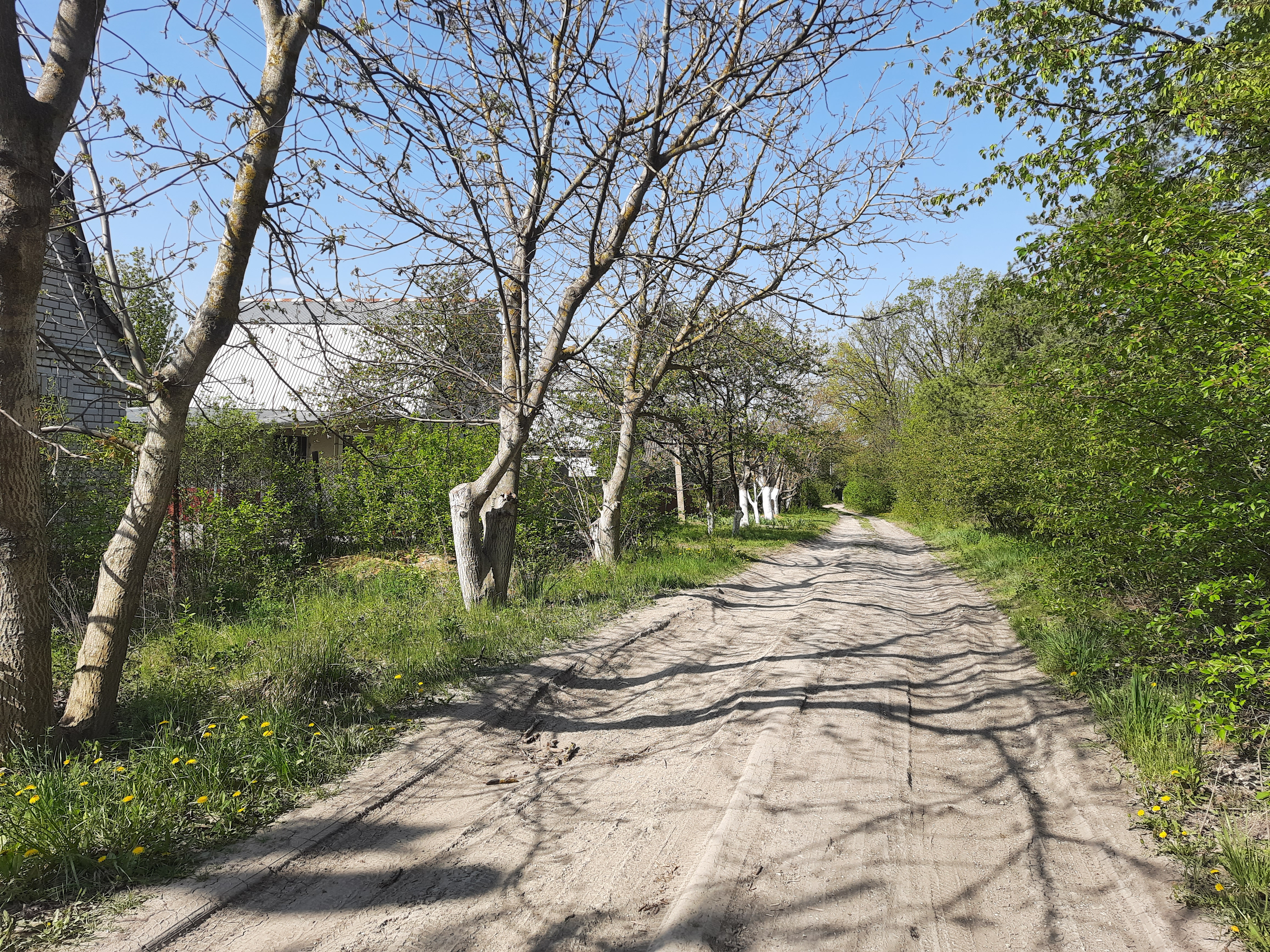
Сільська вулиця
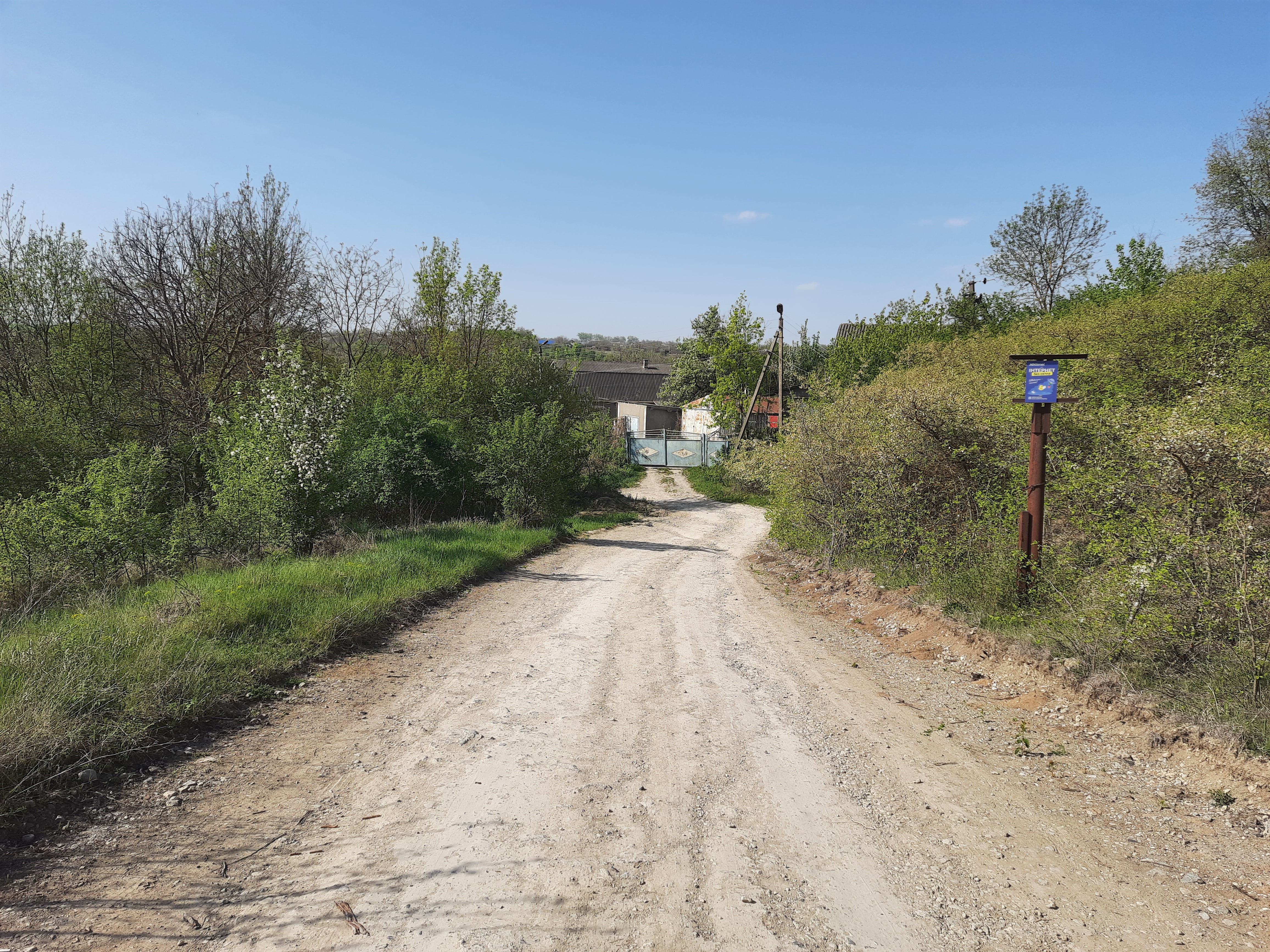
Околиця села
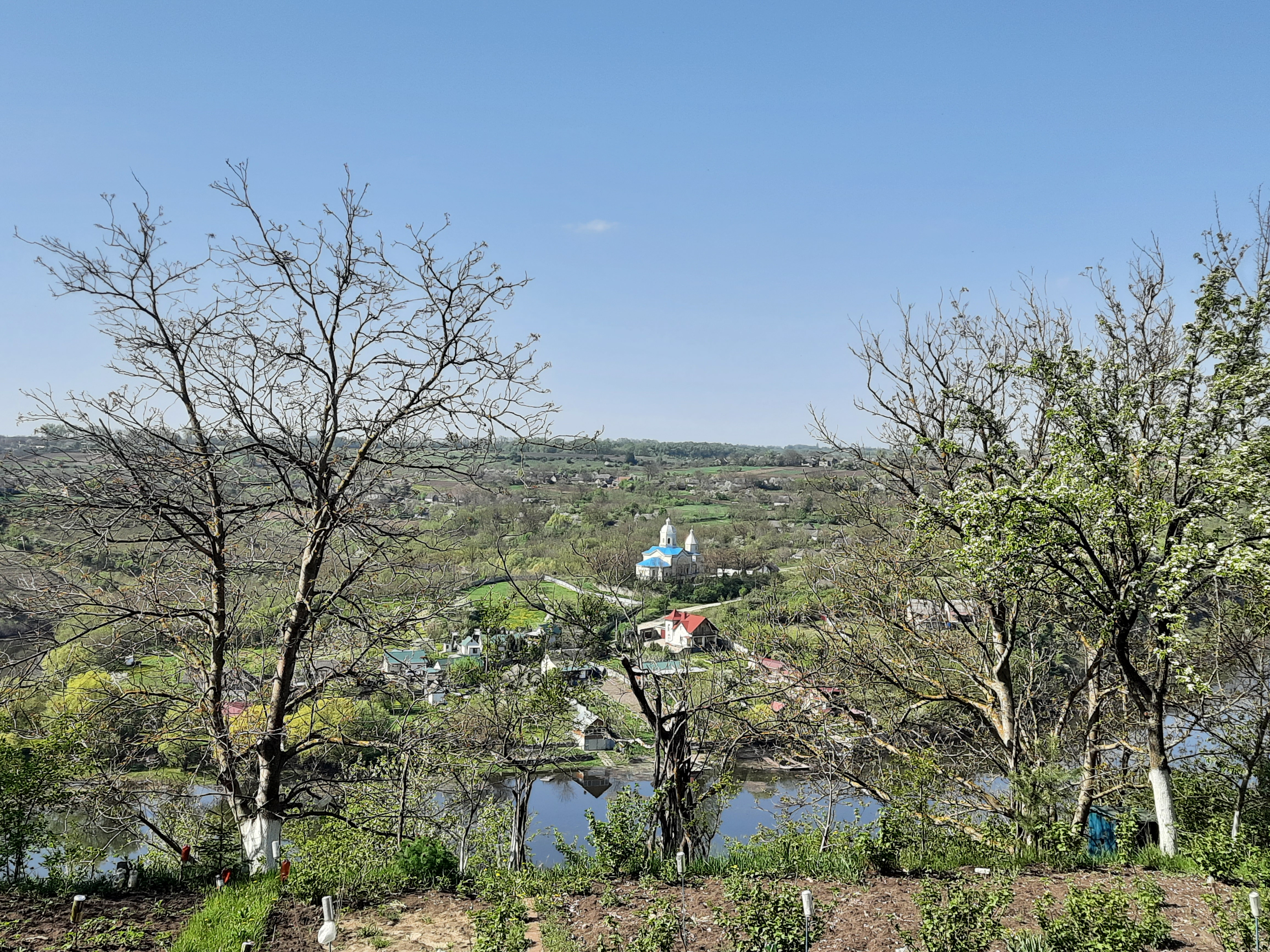
Вигляд на село Цвіклівці Перші.